# Trisección del cuadrado

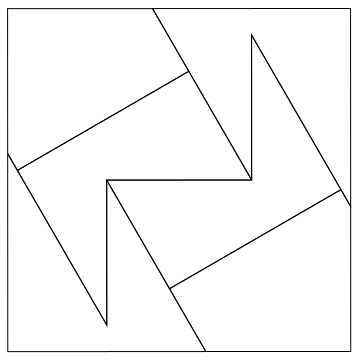
Trisección del cuadrado usando 6 piezas de la misma área (2010)

En geometría, la trisección del cuadrado es un tipo de problema de disección que consiste en la partición de un cuadrado en piezas que se pueden reorganizar para formar tres cuadrados idénticos.

## Historia
El problema de la disección de un cuadrado en tres partes congruentes entre sí es un problema geométrico que se remonta a la Edad de Oro del islam. El artesano que dominaba el arte del zellige necesitaba técnicas innovadoras para lograr sus fabulosos mosaicos con complejas figuras geométricas. La primera solución a este problema fue propuesta en el siglo X d. C. por el matemático persa Abu'l-Wafa (940-998) en su tratado "Sobre las construcciones geométricas necesarias para el artesano". También usó su disección para demostrar el teorema de Pitágoras. Esta demostración geométrica del teorema de Pitágoras sería redescubierta en los años 1835-1840 por Henry Perigal, que la publicó de nuevo en 1875.

## Búsqueda de soluciones optimizadas
La belleza de una disección depende de varios parámetros. Sin embargo, lo habitual es buscar soluciones con el mínimo número de piezas. Lejos de ser mínima, la trisección cuadrada propuesta por Abu'l-Wafa utiliza 9 piezas. En el siglo XIV, Abu Bakr al-Khalil dio dos soluciones, una de las cuales utiliza 8 piezas. A finales del siglo XVII Jacques Ozanam volvió a abordar este tema y en el siglo XIX se encontraron soluciones utilizando 8 y 7 piezas, incluida una dada por el matemático Édouard Lucas. En 1891 Henry Perigal publicó la primera solución conocida con solo 6 piezas (véanse las ilustraciones que figuran a continuación). Con posterioridad se han seguido encontrando nuevas disecciones (véase la ilustración de arriba) y la conjetura de que 6 es el número mínimo de piezas necesarias sigue sin demostrarse.

Transformación de tres cuadrados pequeños en un cuadrado grande (Henry Perigal, 1891)